# Alicia Kinoshita
Alicia Kinoshita (japanisch 木下 アリーシア, Kinoshita Aliishia; * 4. Februar 1967 in Kopenhagen, Dänemark) ist eine ehemalige japanische Seglerin.

## Erfolge
Alicia Kinoshita nahm mit Yumiko Shige an drei Olympischen Spielen in der 470er Jolle teil. 1992 belegten sie in Barcelona zunächst den fünften Rang. Vier Jahre darauf in Atlanta beendeten sie die Regatta mit 36 Gesamtpunkten hinter dem spanischen und vor dem ukrainischen Boot auf dem zweiten Platz und erhielt somit die Silbermedaille. Bei den Olympischen Spielen 2000 in Sydney wurden sie Achte. Bei Weltmeisterschaften sicherten sich Kinoshita und Shige 1992 in Cádiz Silber sowie 1995 in Toronto Bronze.